# La preda azzurra
La preda azzurra (Madonna of Avenue A) è un film del 1929 diretto da Michael Curtiz.
Conosciuto anche come Gorgo d'anime, è considerato un film perduto.

## Trama
Maria è una ragazza di 16 anni che frequenta il collegio. Un giorno incontra Slim, che la convince a passare la serata sulla sua barca. Slim è un contrabbandiere ricercato dai funzionari delle tasse e così Maria scappa. La storia viene alla luce e, per questo, viene espulsa dal collegio ma mentre cammina lungo l'Avenue A di New York scopre che sua madre non è una donna dell'alta società ma l'hostess di una sala da ballo. 